# Colombiers (Hérault)
 Colombiers  es una población y comuna francesa, situada en la región de Occitania, departamento de Hérault, en el distrito de Béziers y cantón de Cazouls-lès-Béziers.

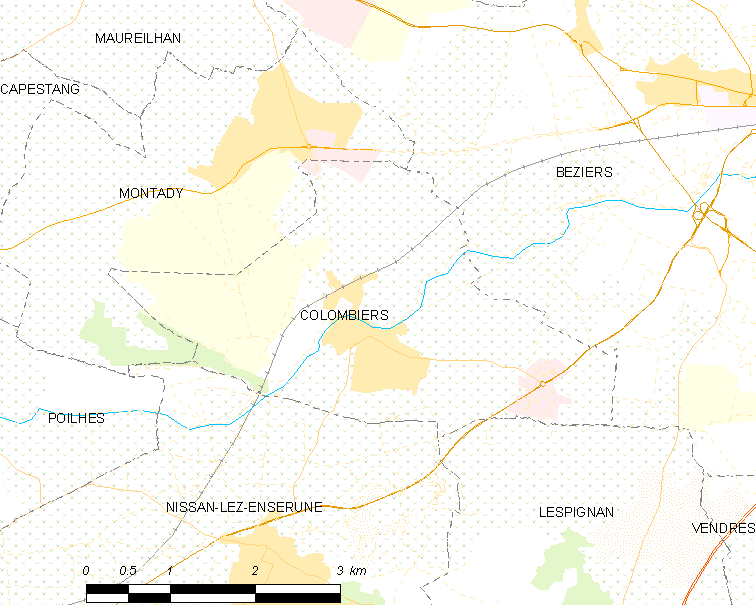
Mapa

## Demografía
| 863 | 969 | 905 | 1095 | 1647 | 2065 | 2345 |
| Para los censos de 1962 a 1999 la población legal corresponde a la población sin duplicidades (Fuente: INSEE [Consultar]) |     |     |      |      |      |      |